# Chionanthus filiformis
Espèce
Classification phylogénétique
Statut de conservation UICN

 NT  : Quasi menacé
Chionanthus filiformis est une espèce de plantes à fleurs du genre Chionanthus de la famille des Oleaceae.